# ديفيد فنسنت ستراتون
ديفيد فنسنت ستراتون (بالإنجليزية: David Vincent Stratton)‏ هو مهندس أمريكي، ولد في 14 أكتوبر 1884 في داكوتا الجنوبية في الولايات المتحدة، وتوفي في 25 فبراير 1968 في ساكرامنتو في الولايات المتحدة.